# دانيال أنتوني كرونين
دانيال أنتوني كرونين (بالإنجليزية: Daniel Anthony Cronin)‏ هو كاهن كاثوليكي أمريكي، ولد في 14 نوفمبر 1927 في بوسطن في الولايات المتحدة.